# Petrokemija
Petrokemija d.d. – chorwackie przedsiębiorstwo przemysłowe, producent nawozów.

## Historia
Poprzednikiem spółki była Fabryka Nawozów w Kutinie, wybudowana w 1968 roku. W tym samym roku została włączona w struktury tworzonego wówczas koncernu INA (Industrija nafte). 24 czerwca została przekształcona w osobną spółkę, należącą do INA i wprowadzona na Giełdę Papierów Wartościowych w Zagrzebiu.
Rząd chorwacki podejmował próby pozyskania inwestora dla spółki, dwukrotnie (w 2014 oraz 2017 roku) zainteresowanie nabyciem akcji wyrażała m.in. Grupa Azoty, jednakże wycofała się po przeprowadzenia due diligence.

## Produkty
Firma produkuje nawozy azotowe (azotan amonu, saletrę azotowo-wapniową, mocznik, czy siarczan amonu), nawozy NPK oraz ciekłe nawozy pod marką Fertina. Do innych produktów należą kwas azotowy i siarkowy, a także dodatki do pasz.